# Stenotabanus macroceras
Stenotabanus macroceras är en tvåvingeart som beskrevs av Philip 1960. Stenotabanus macroceras ingår i släktet Stenotabanus och familjen bromsar.
Artens utbredningsområde är Venezuela. Inga underarter finns listade i Catalogue of Life.